# O'Leary-Inverness
Pour les articles homonymes, voir Miscouche.
Circonscription électorale provinciale du Canada
O'Leary-Inverness est une circonscription électorale provinciale de l'Île-du-Prince-Édouard (Canada). La circonscription est créée en 1996 à partir des circonscriptions de 1er Prince et 2e Prince. Elle porte en fait le nom de West Point-Bloomfield jusqu'en 2007. C'est la première circonscription de l'Île à avoir été représentée par un député d'un tiers parti, en l'occurrence Herb Dickieson sous la bannière néo-démocrate entre 1996 et 2000.

## Liste des députés
| O'Leary-Inverness                                        | O'Leary-Inverness | O'Leary-Inverness         | O'Leary-Inverness | O'Leary-Inverness | O'Leary-Inverness |
| Nom                                                      | Nom               | Parti                     | Mandat            | Législature       |                   |
| -------------------------------------------------------- | ----------------- | ------------------------- | ----------------- | ----------------- | ----------------- |
| Pour la période 1873-1996, voir 1er Prince et 2e Prince. |                   |                           |                   |                   |                   |
|                                                          | Herb Dickieson    | NPD                       | 1996 - 2000       | 60e               |                   |
|                                                          | Eva Rodgerson     | Progressiste-conservateur | 2000 - 2003       | 61e               |                   |
|                                                          | Eva Rodgerson     | Progressiste-conservateur | 2003 - 2007       | 62e               |                   |
|                                                          | Robert Henderson  | Libéral                   | 2007 - 2011       | 63e               |                   |
|                                                          | Robert Henderson  | Libéral                   | 2011 - 2015       | 64e               |                   |
|                                                          | Robert Henderson  | Libéral                   | 2015 - 2019       | 65e               |                   |
|                                                          | Robert Henderson  | Libéral                   | 2019 - 2023       | 66e               |                   |
|                                                          | Robert Henderson  | Libéral                   | 2023 - en cours   | 67e               |                   |

## Géographie
La circonscription comprend le village d'O'leary.